# Oplatocera mitonoi
Oplatocera mitonoi är en skalbaggsart som beskrevs av Hayashi 1981. Oplatocera mitonoi ingår i släktet Oplatocera och familjen långhorningar.
Artens utbredningsområde är Taiwan. Inga underarter finns listade i Catalogue of Life.